# 珍珠花園站
珍珠花園站位於吉隆坡市郊蕉赖的蕉赖路上，為巴生谷加影线的其中一个高架捷運車站，與鄰近的蕉賴利雙廣場（Cheras Leisure Mall）及億國城（Eko Cheras）之間有空橋連接，主要服務友力花園（Taman Yulek）、珍珠花園（Taman Mutiara）、蕉賴安寧鎮（Taman Desa Aman）、斯嘉鎮（Taman Segar）、大同花園（Taman Taynton View）一带的居民。本站属于双溪毛糯－加影线第二阶段线路，於2017年7月17日開始通行。

## 歷史
車站在建設期間，其工程名稱為「利雙廣場（Leisure Mall）」，在營運前，馬來西亞捷运公司正式將站名命名為珍珠廣場站。於2019年2月，站內發生一名印度裔青年尾隨華裔中年婦女進入電梯毆打並搶劫的暴力事件，該段錄像影片在社交媒體傳播後，曾引起許多網民抗議捷運營運單位並未維護站內治安，遭使乘客受到嚴重的傷害，不过在几天后，印度裔青年最终被警方逮捕。

## 車站結構
此站設計類似其他标准架空車站，一共有两个樓層和地面層，兩個側式月台，三個出口。

### 車站樓層
| 二楼     |                                 |                                                                                        |
| 侧式站台 |                                 |                                                                                        |
| 1号站台: | 9 加影线 9往加影 KG35 (→)       |                                                                                        |
| 2号站台: | 9 加影线 9往桂莎白沙罗 KG04 (←) |                                                                                        |
| 侧式站台 |                                 |                                                                                        |
| 一楼     | 车站大厅                        | 验票闸门、电梯和手扶梯至站台、自动售票机、售票处、车站控制台、便利商店、祈禱室、洗手間 |
| 地面层   | 地面                            | 巴士站、計程車招呼站                                                                   |

### 車站出口
珍珠花園站於2017年營運時，僅設有兩座出入口，分別通往珍珠花園及斯嘉鎮商業區，兩側出口皆設有公車候車亭及計程車招呼站。通往蕉賴利雙廣場之C出口於2018年1月26日啟用，同時車站外也設有多條空橋以連接周圍商場、停車場及商業區。
| 9 加影线 珍珠花園站 |                                         |                                                    |      |
|                     |                                         |                                                    |      |
| 編號                | 指示                                    | 建議前往地點                                       | 圖片 |
| A                   | 珍珠拉雅路(Jalan Mutiara Raya)； 億國城 | 珍珠花園西、億國城                                 |      |
| B                   | 斯嘉鎮； 珍珠東路(Jalan Mutiara Timur)  | 珍珠花園東、斯嘉鎮                                 |      |
| B                   | 蕉賴利雙廣場                            | 蕉賴利雙廣場、吉隆坡市政局室內多層停車場、蕉賴廣場 |      |

## 車站週邊
珍珠花園站周圍為蕉賴人口密集及商業活動繁盛之區域，聚集多家購物中心及大專院校，車站周圍也設置空橋系統連接附近的購物中心與商業區。
- 蕉賴利雙廣場（Cheras Leisure Mall）
- 億國城（EkoCheras）
- 思特雅大學（UCSI）
- 吉隆坡市政局室內多層停車場（DBKL Multi Storey Car Parking）
- 蕉賴廣場（Cheras Plaza）
- 康樂夜市

## 圖片集

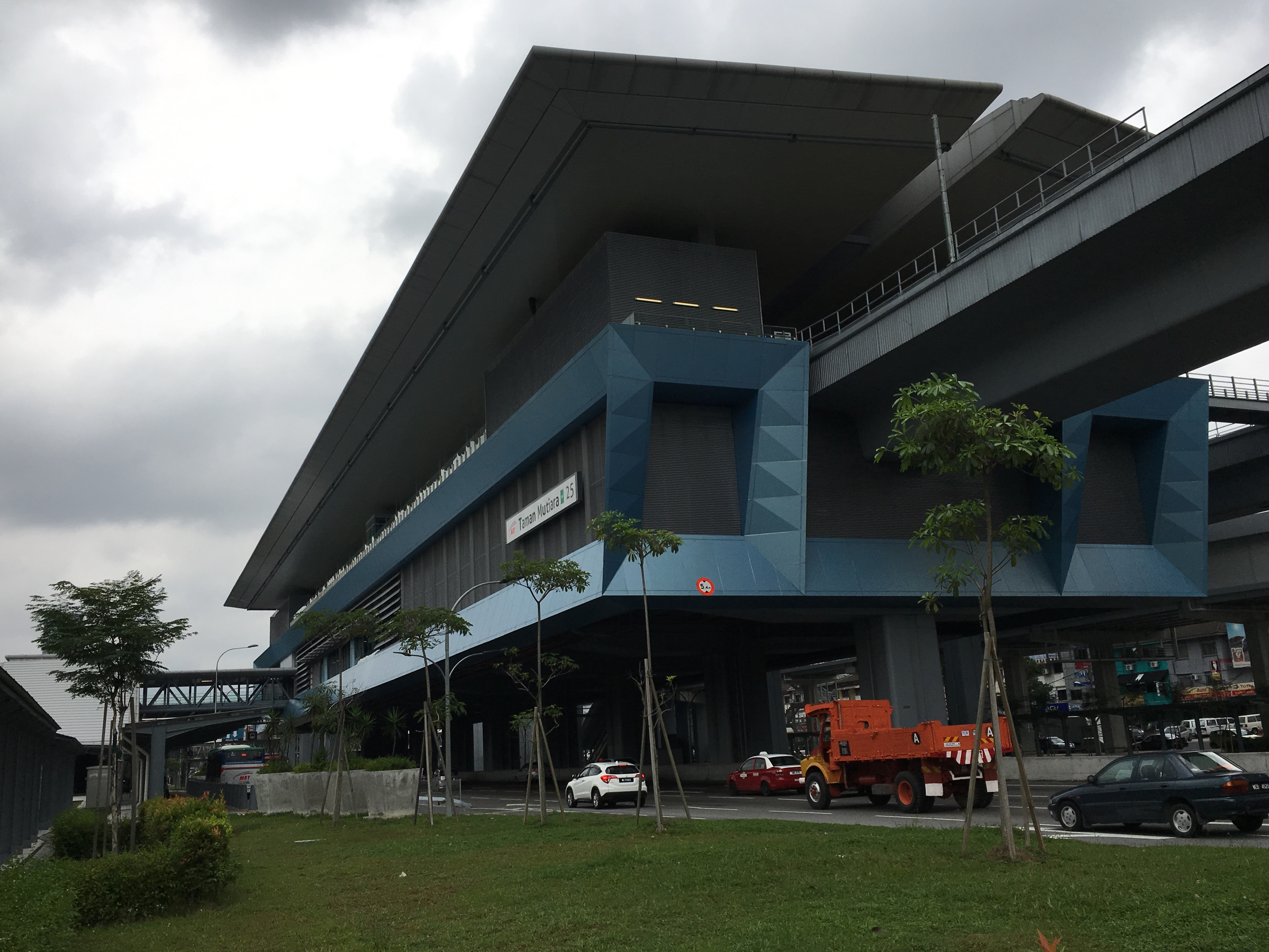
珍珠花園站外觀，其站體以藍色為主軸
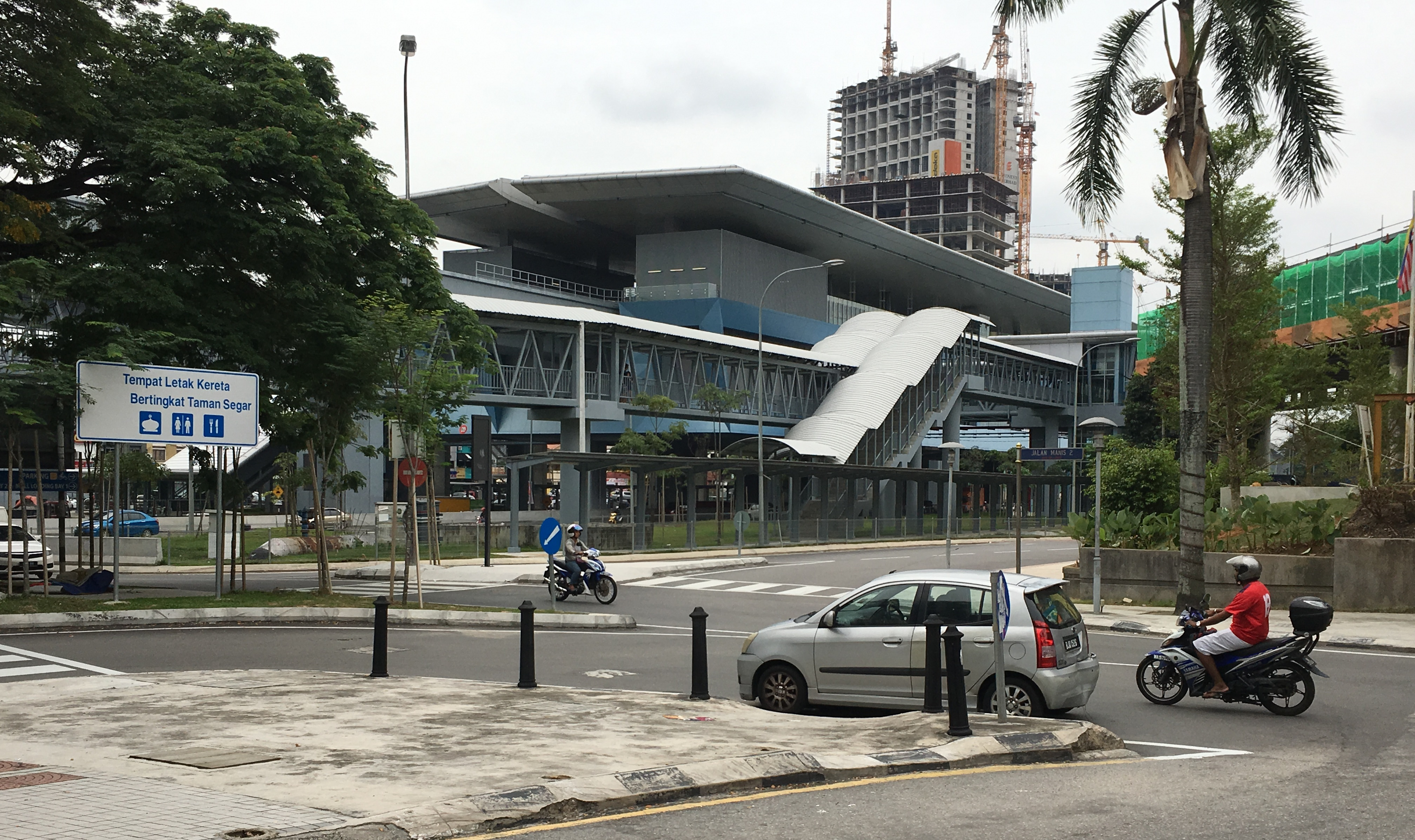
由斯嘉鎮(Taman Segar)望向珍珠花園站
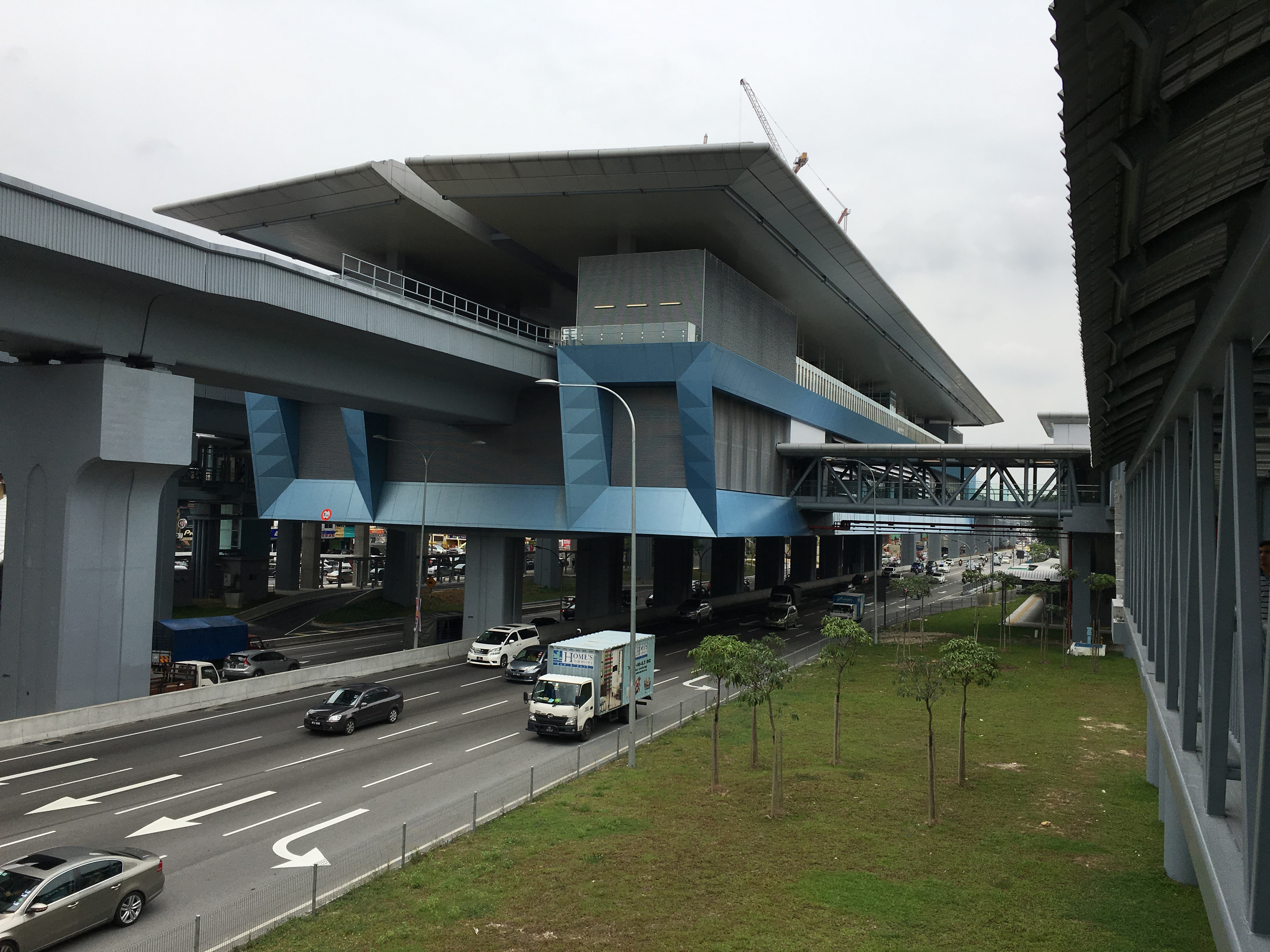
車站站體架設於蕉賴路之上
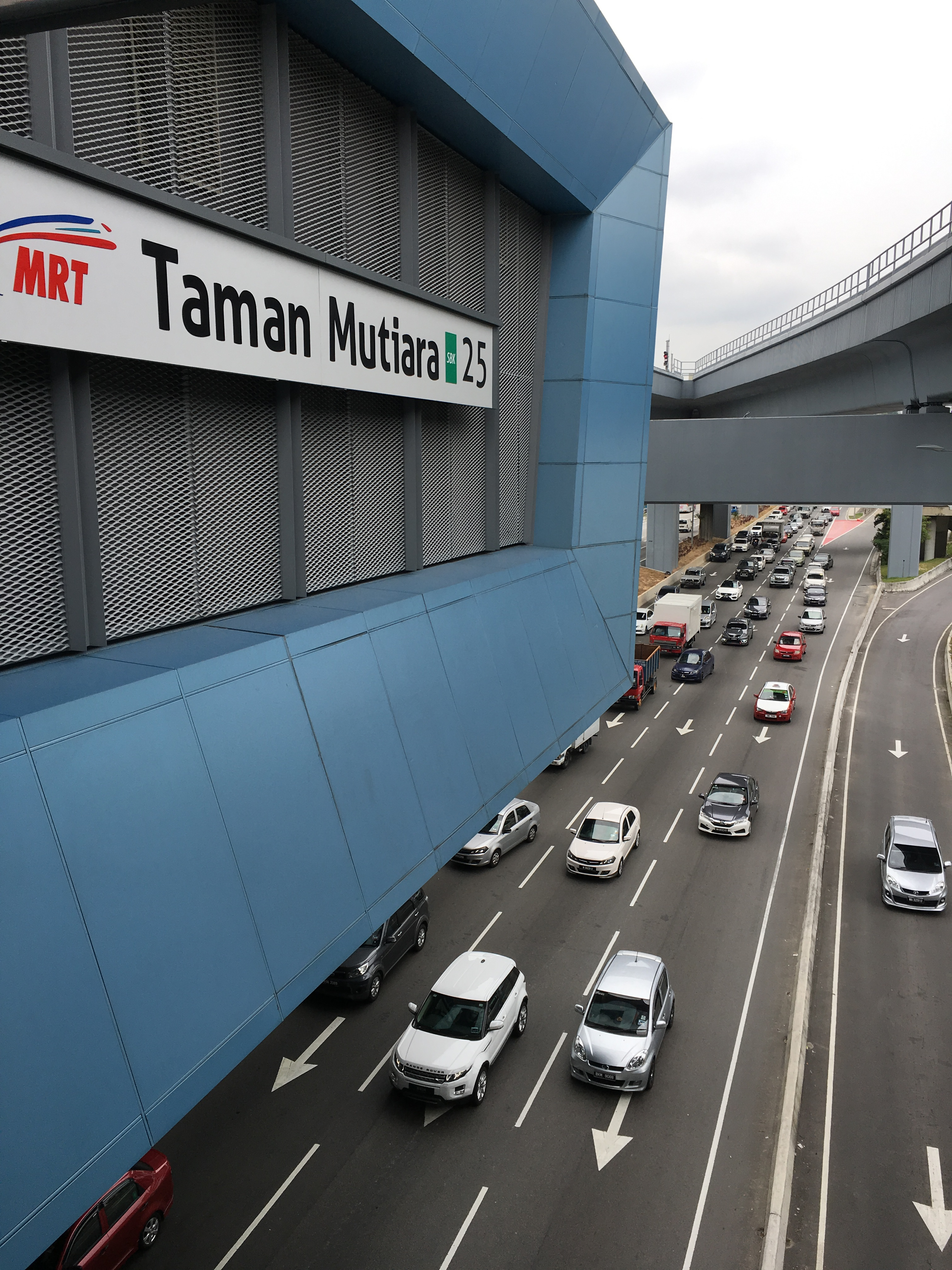
珍珠花園站之牌匾
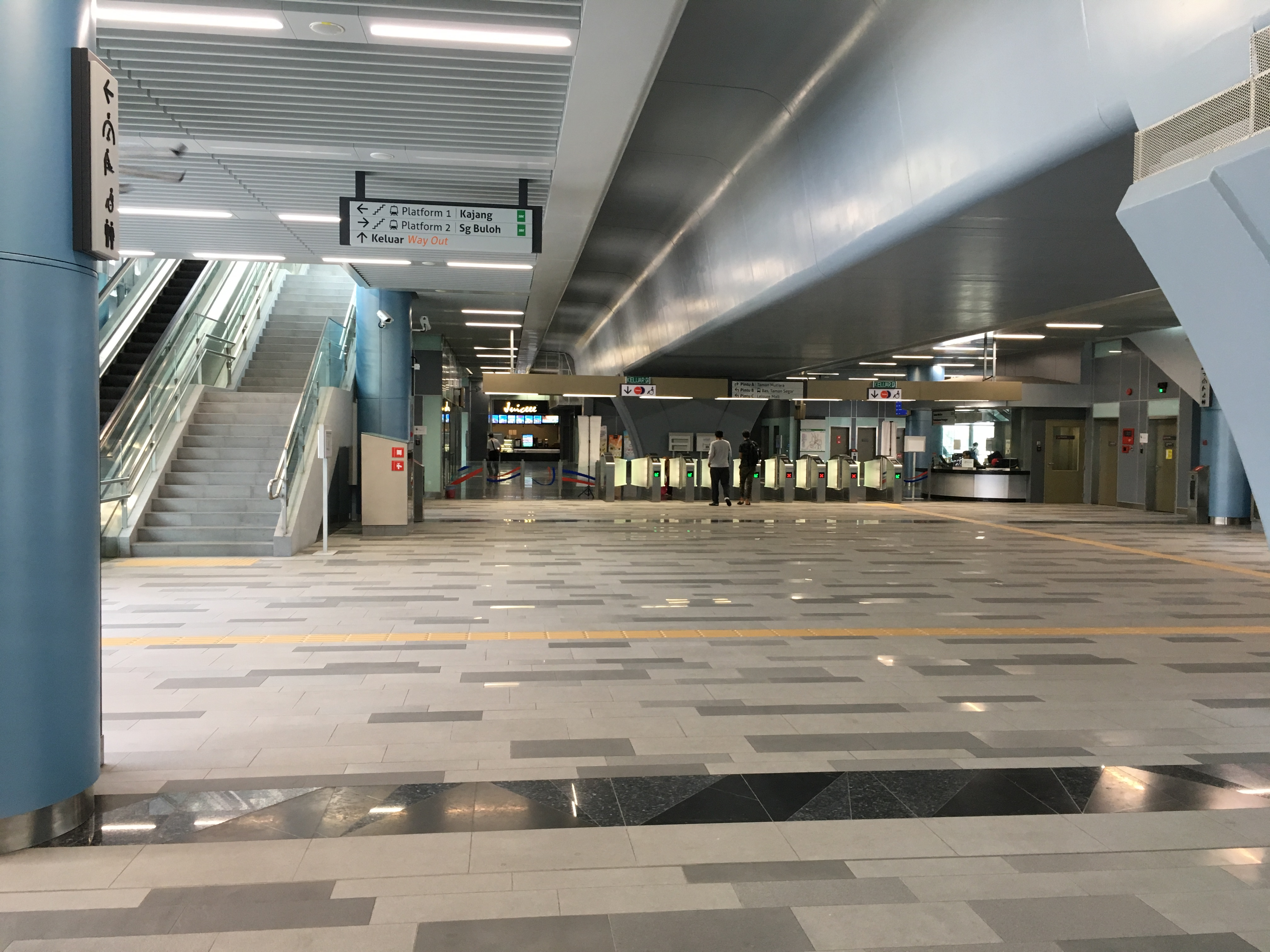
車站大堂
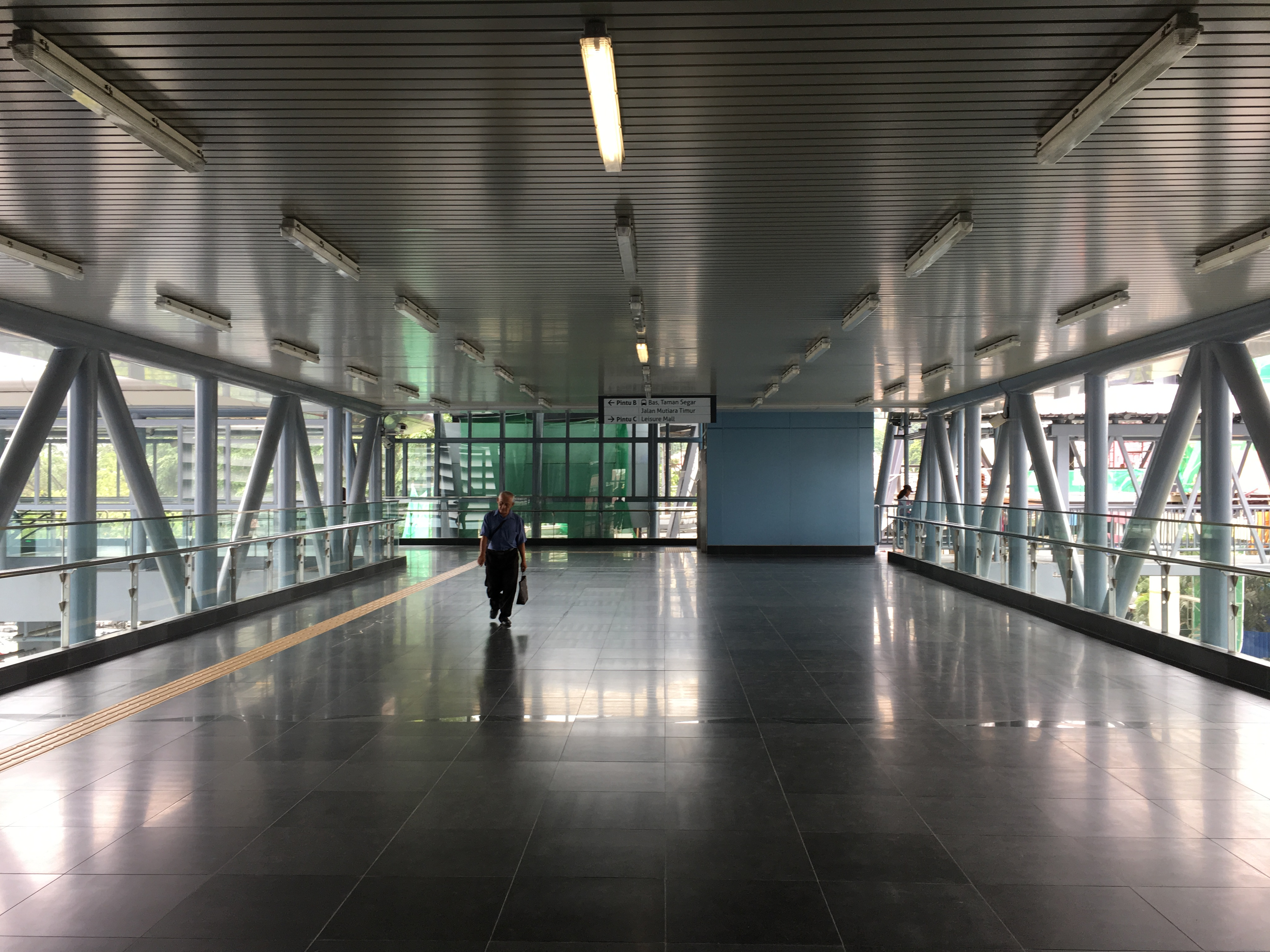
通往B、C出口之通道
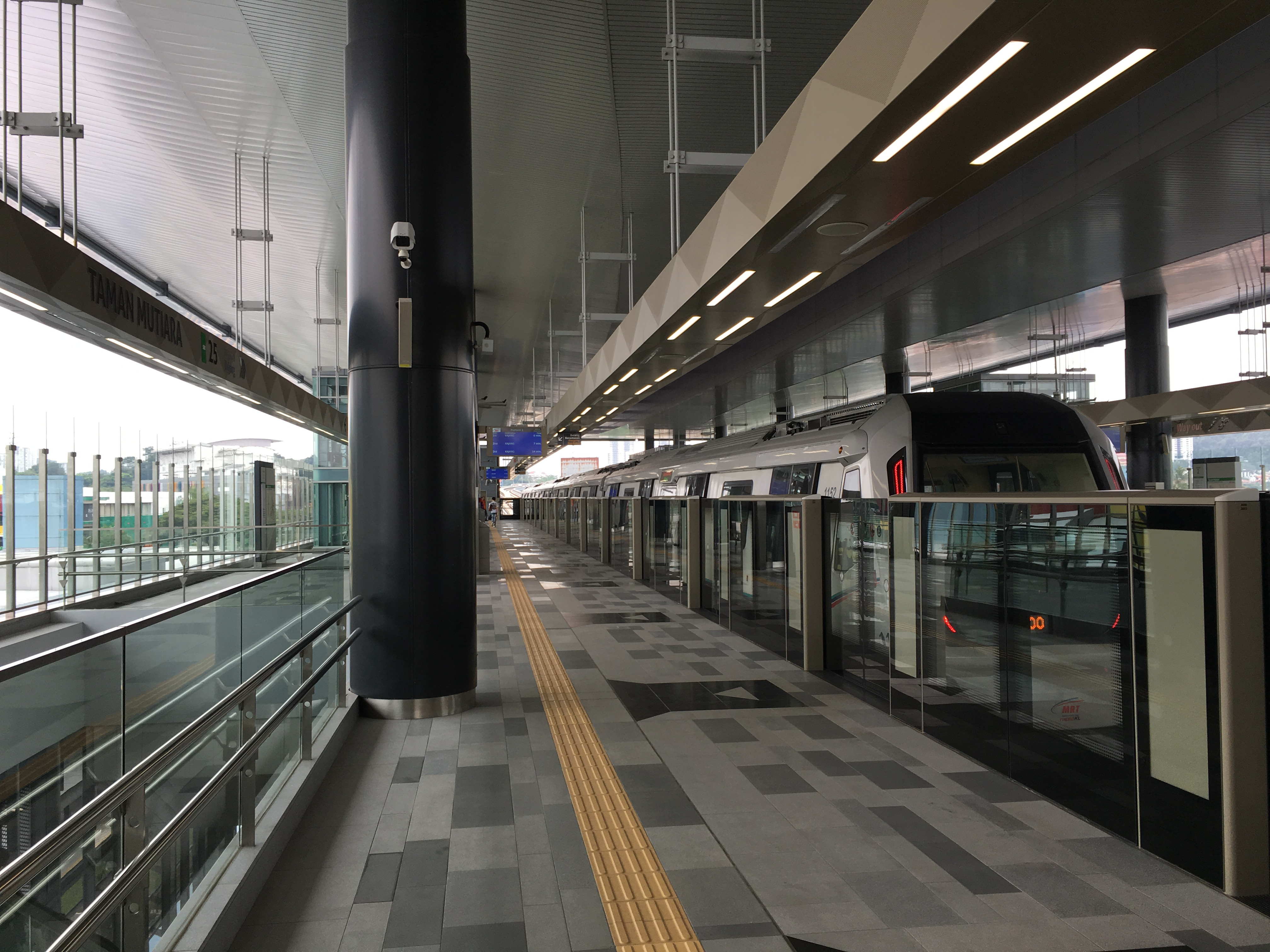
車站月台
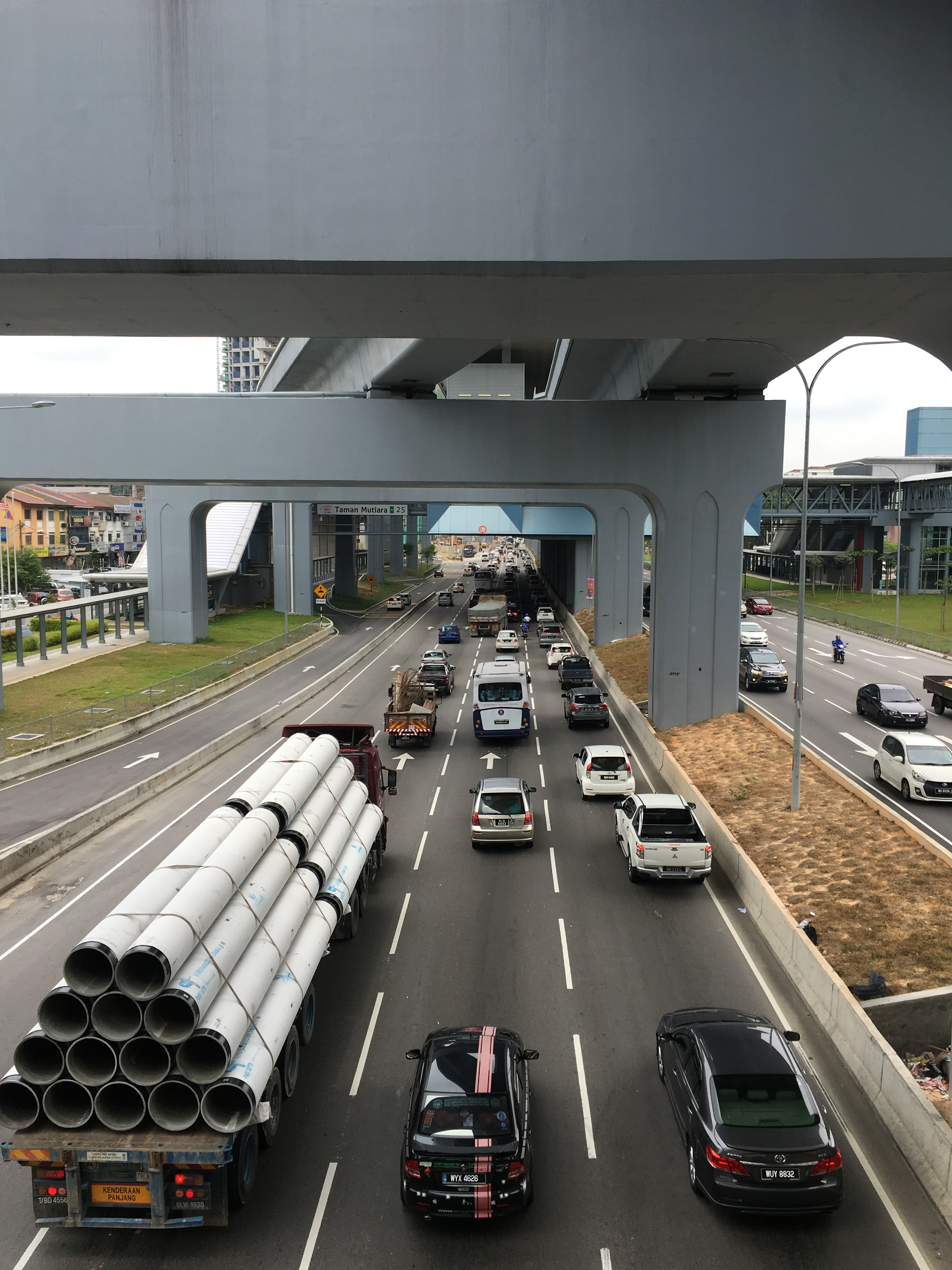
車站下方為車流量極高的蕉賴路
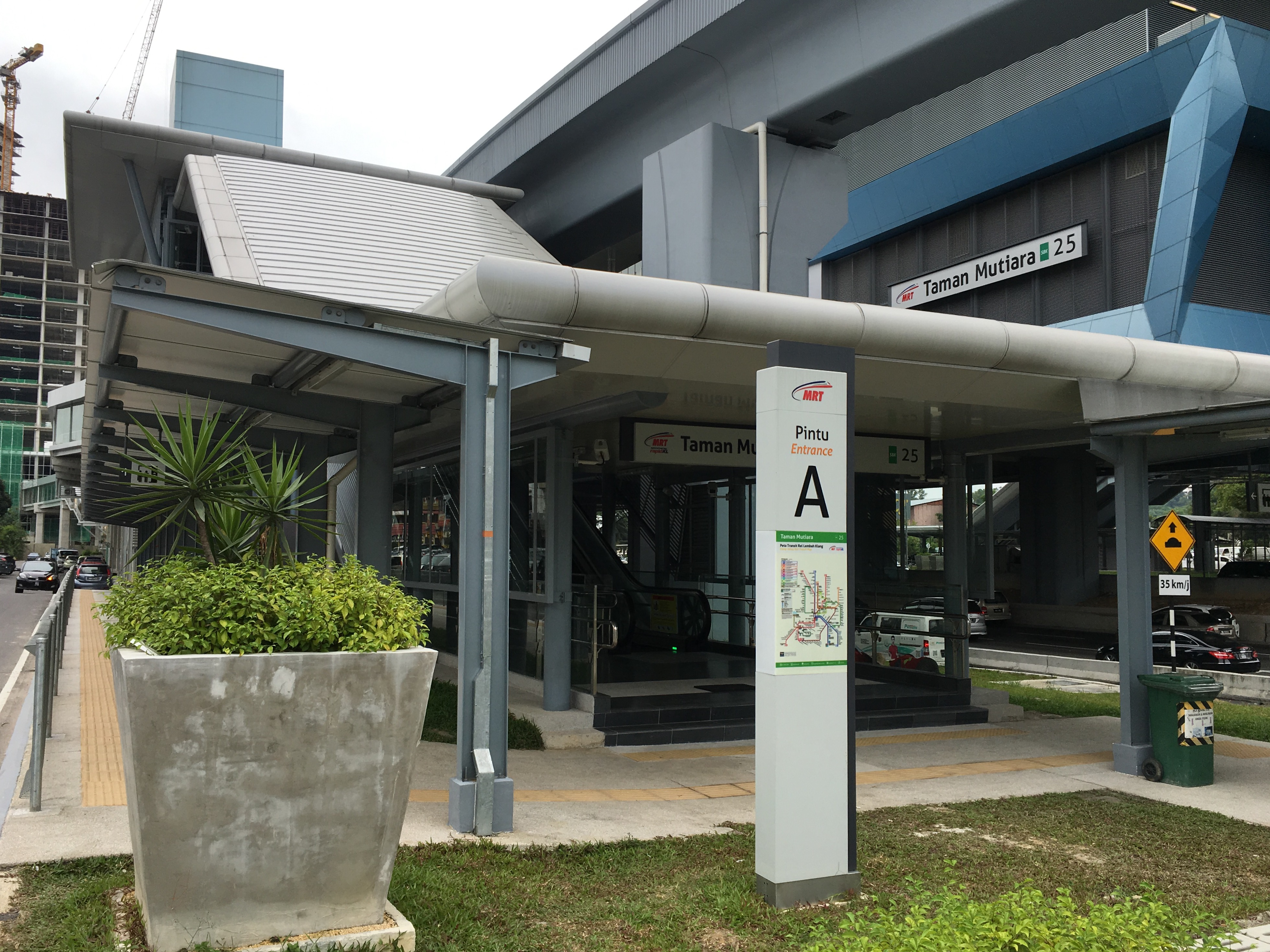
珍珠花園站A出口
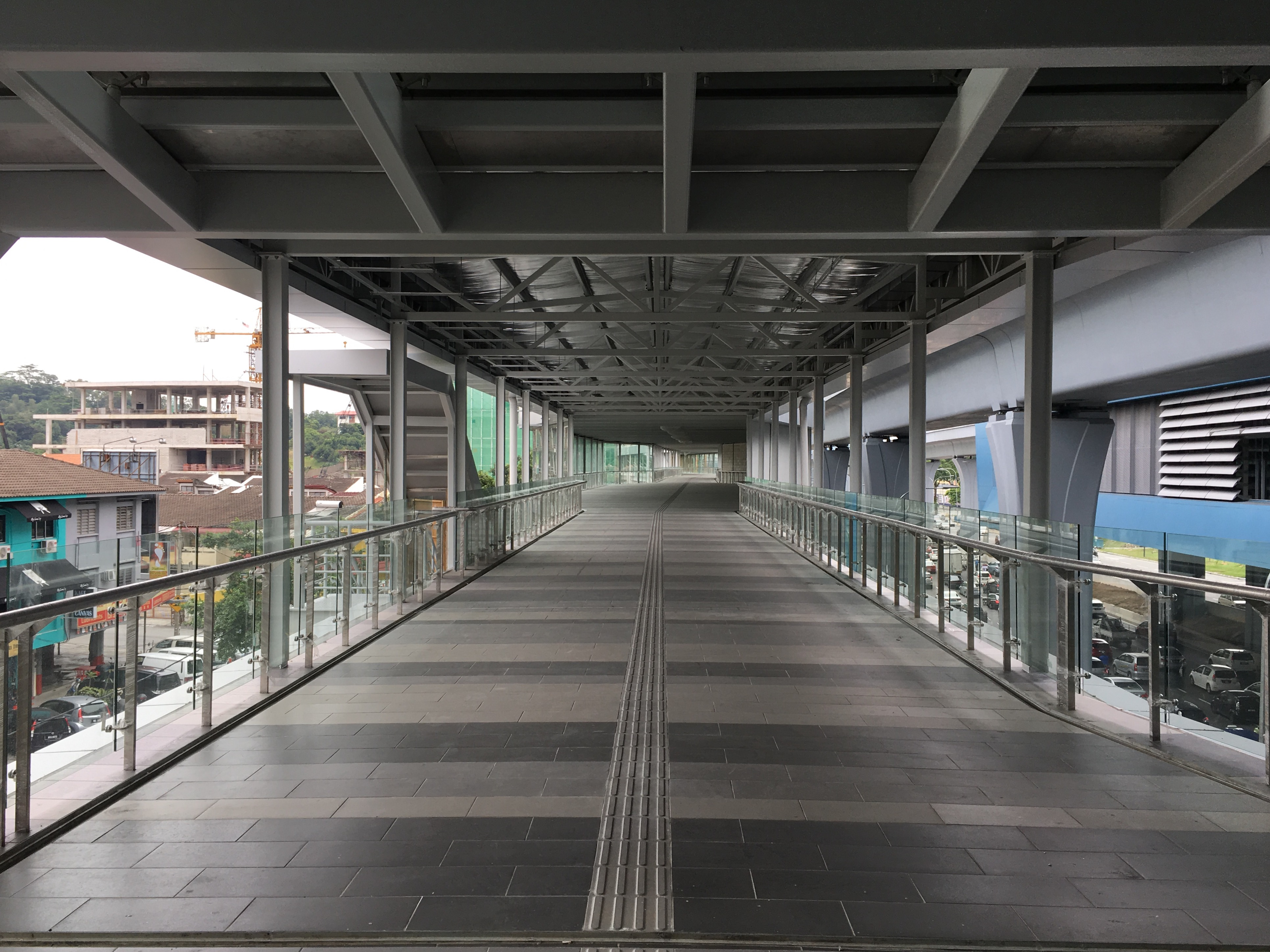
通往億國城之空橋
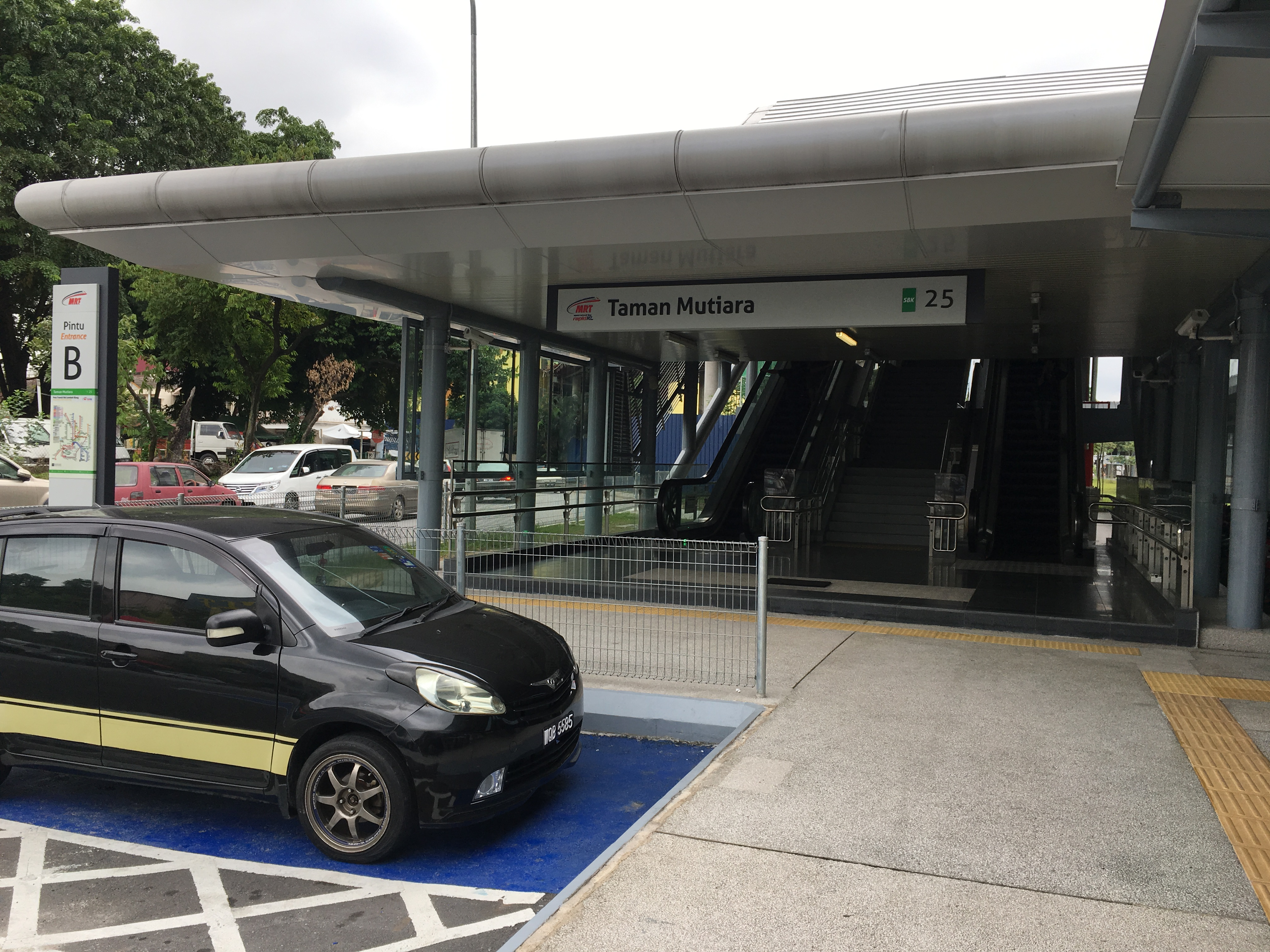
珍珠花園站B出口
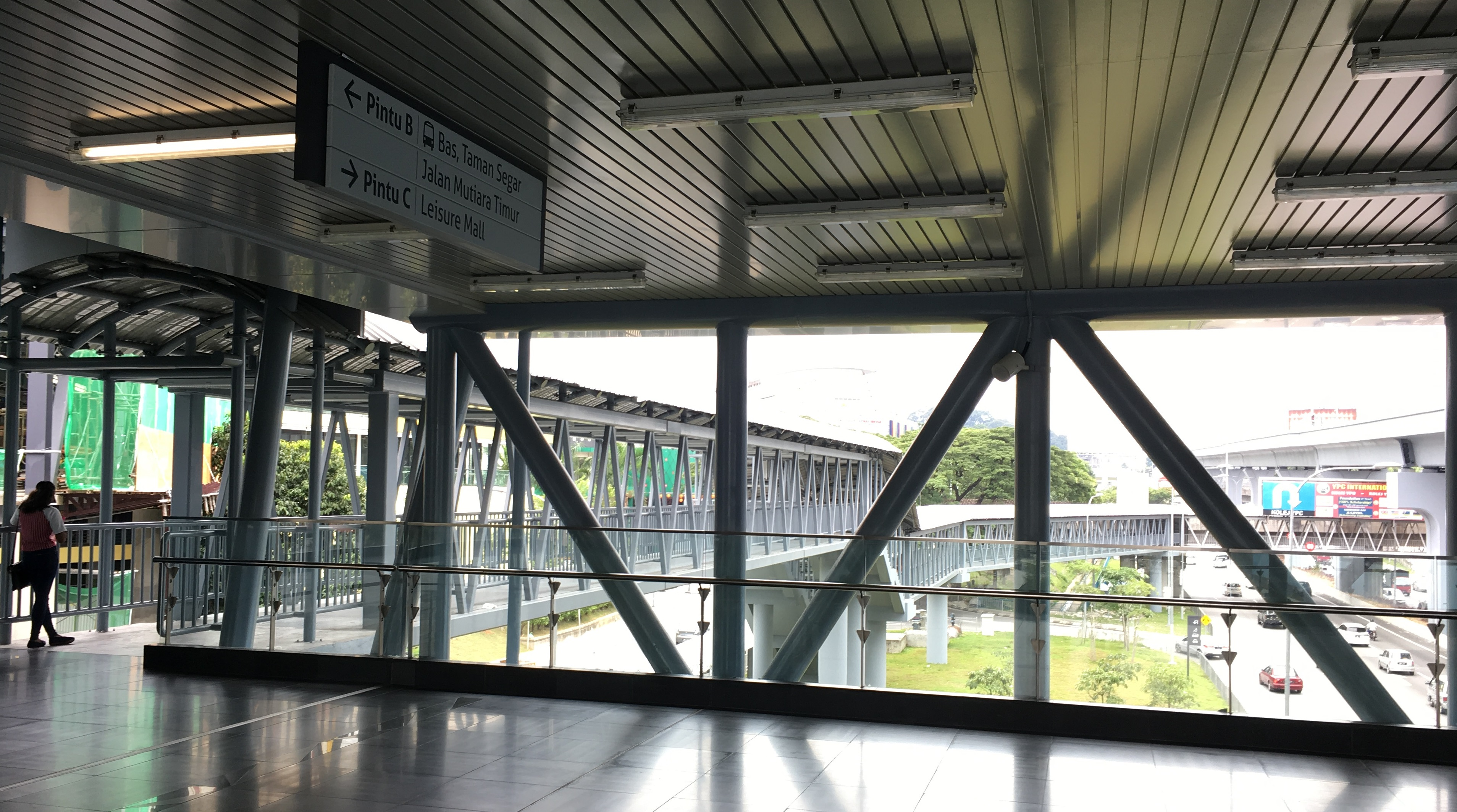
車站通往其他出口之空橋系統
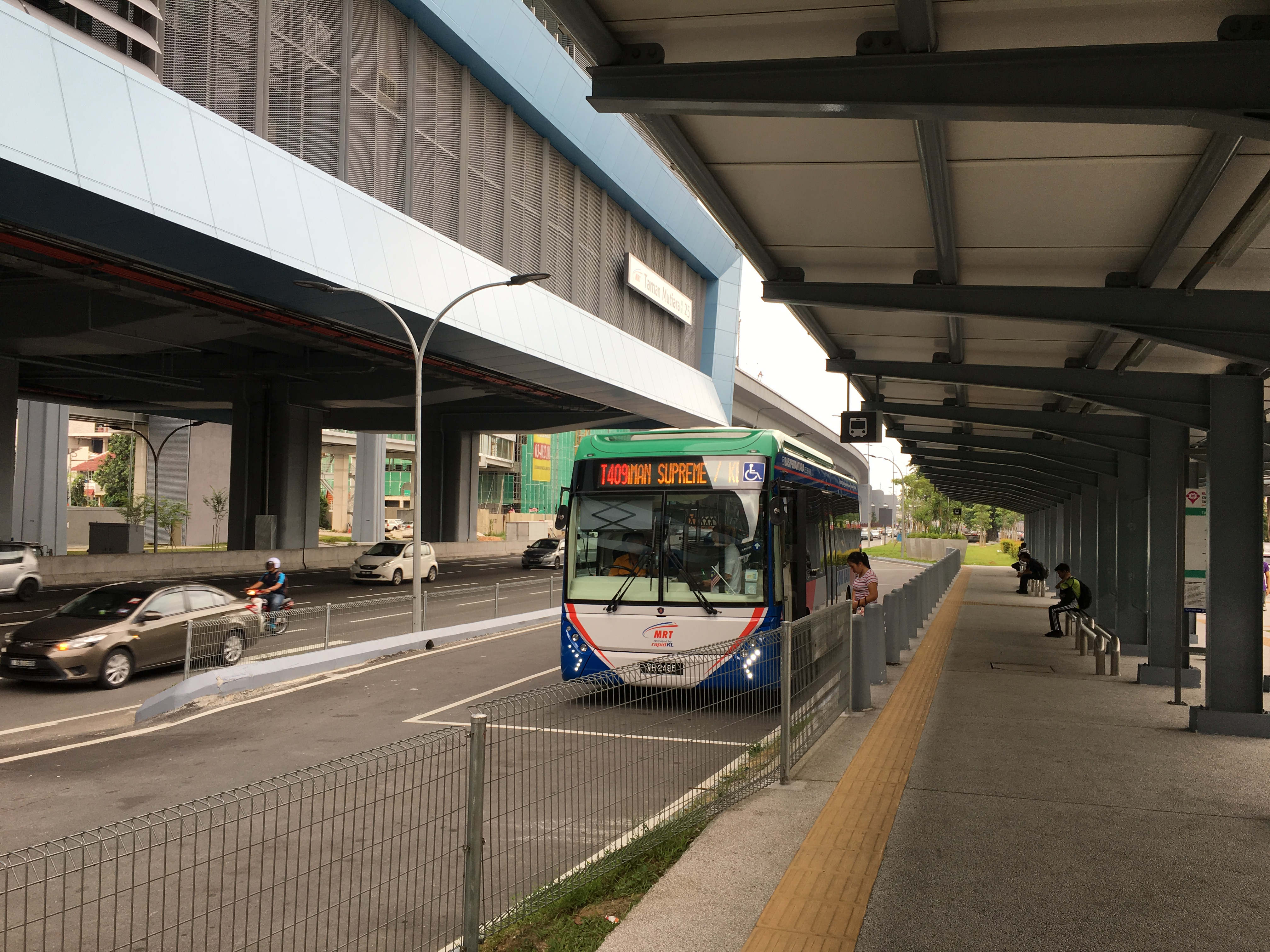
珍珠花園站之公車等候區